# Lucien Birgé
Lucien Birgé (França, 1950) é um matemático francês.

## Vida e obra
Lucien Birgé estudou de 1970 a 1974 na Escola Normal Superior de Paris. Foi em seguida assistente na Universidade Pierre e Marie Curie. Obteve em 1980 um doutorado na Universidade Paris VII. Um ano depois foi professor na Universidade Paris Nanterre. É desde 1990 professor da Universidade Pierre e Marie Curie.
Recebeu a Medalha Brouwer de 2005 por Tiefe, Originalität und Eleganz seines Werkes auf dem Gebiet der mathematischen Statistik. É membro honorário do Institute of Mathematical Statistics. Recebeu o Prêmio Sophie Germain de 2012.

## Obras
- Lucien Birgé: Approximation dans les espaces métriques et théorie de l’estimation. Inégalités de Cràmer-Chernoff et théorie asymptotique des tests. Dissertation, Université Paris VII, 1980